# Matāʻutu
Mata-Utu (en wallisià Matā'utu) és un municipi francès, capital del territori d'ultramar de Wallis i Futuna. El 2008 tenia 1.124 habitants. És el centre administratiu dels pobles més importants del territori de Wallis i Futuna i també la capital del districte de Hahake.

## Característiques
El centre de la ciutat està dominat per la catedral de Notre-Dame-de-l'Assomption (declarat com monument nacional francès). En les seves proximitats es troba, juntament amb diversos restaurants, hotels i oficines de correus, el palau del rei d'Uvea (un dels tres regnes tradicionals que divideixen les col·lectivitats territorials d'ultramar). A poca distància també es troben l'estació de policia i un centre comercial. En els voltants de la petita ciutat de Mata-Utu, hi ha dos petits jaciments arqueològics d'una importància considerable com són Talietumu i Tonga Toto.

## Geografia
El centre de la ciutat està situat en la costa nord de l'illa Wallis, a una altura de 6 metres sobre el nivell del mar. Té una població de 1.124 habitants segons el cens realitzat el 21 de juny de 2008, i els idiomes parlats són el francès i el wallisià.

## Flora i fauna
La ciutat i l'illa en general està envoltada per una llacuna delimitada per un cinturó d'esculls de coral, comptant amb una important fauna marina de corals i peixos tropicals. En la fauna existeix una espècie endèmica de llangardaix, a més d'una gran varietat d'aus que habiten en l'illa. Quant a la flora, està composta fonamentalment de cocoters i arbres del pa, tant en la ciutat com al país.

## Clima
El clima dominant tant a la ciutat com a la resta de l'illa és el tropical.
| Dades climàtiques de Mata-Utu         | Dades climàtiques de Mata-Utu | Dades climàtiques de Mata-Utu | Dades climàtiques de Mata-Utu | Dades climàtiques de Mata-Utu | Dades climàtiques de Mata-Utu | Dades climàtiques de Mata-Utu | Dades climàtiques de Mata-Utu | Dades climàtiques de Mata-Utu | Dades climàtiques de Mata-Utu | Dades climàtiques de Mata-Utu | Dades climàtiques de Mata-Utu | Dades climàtiques de Mata-Utu | Dades climàtiques de Mata-Utu | Dades climàtiques de Mata-Utu |
| Temperatura                           | Temperatura                   | Temperatura                   | Temperatura                   | Temperatura                   | Temperatura                   | Temperatura                   | Temperatura                   | Temperatura                   | Temperatura                   | Temperatura                   | Temperatura                   | Temperatura                   | Temperatura                   | Temperatura                   |
| Mes                                   | Gener                         | Febrer                        | Març                          | Abril                         | Maig                          | Juny                          | Juliol                        | Agost                         | Setembre                      | Octubre                       | Novembre                      | Desembre                      |                               | Mitjana Total                 |
| ------------------------------------- | ----------------------------- | ----------------------------- | ----------------------------- | ----------------------------- | ----------------------------- | ----------------------------- | ----------------------------- | ----------------------------- | ----------------------------- | ----------------------------- | ----------------------------- | ----------------------------- | ----------------------------- | ----------------------------- |
| Màxima temperatura registrada °C (°F) | 33 (93)                       | 33 (92)                       | 33 (94)                       | 34 (92)                       | 33 (92)                       | 33 (92)                       | 35 (95)                       | 31 (89)                       | 32 (90)                       | 31 (89)                       | 33 (92)                       | 33 (93)                       |                               |                               |
| Temperatura mitjana-alta °C (°F)      | 30 (87)                       | 30 (87)                       | 30 (87)                       | 30 (86)                       | 29 (85)                       | 28 (84)                       | 28 (83)                       | 28 (83)                       | 29 (85)                       | 29 (85)                       | 30 (86)                       | 30 (86)                       |                               | 29 (85)                       |
| Temperatura mitjana °C (°F)           | 27 (81)                       | 27 (81)                       | 27 (81)                       | 27 (81)                       | 27 (81)                       | 26 (79)                       | 26 (79)                       | 26 (79)                       | 26 (79)                       | 27 (81)                       | 27 (81)                       | 27 (81)                       |                               | 27 (81)                       |
| Temperatura mitjana-baixa °C (°F)     | 24 (76)                       | 24 (76)                       | 24 (76)                       | 24 (76)                       | 24 (76)                       | 24 (76)                       | 23 (75)                       | 23 (75)                       | 23 (75)                       | 24 (76)                       | 24 (76)                       | 24 (76)                       |                               | 24 (76)                       |
| Mínima temperatura registrada °C (°F) | 20 (69)                       | 21 (70)                       | 20 (69)                       | 20 (68)                       | 18 (66)                       | 18 (65)                       | 17 (64)                       | 17 (64)                       | 17 (63)                       | 19 (67)                       | 20 (68)                       | 20 (68)                       |                               |                               |
| Precipitacions i hores de sol         |                               |                               |                               |                               |                               |                               |                               |                               |                               |                               |                               |                               |                               |                               |
| Mes                                   | Gener                         | Febrer                        | Març                          | Abril                         | Maig                          | Juny                          | Juliol                        | Agost                         | Setembre                      | Octubre                       | Novembre                      | Desembre                      |                               | Total                         |
| Mm Totals                             | 150 (5.9)                     | 125 (4.9)                     | 131 (5.2)                     | 122 (4.8)                     | 101 (4.0)                     | 102 (4.0)                     | 89 (3.5)                      | 108 (4.3)                     | 131 (5.2)                     | 162 (6.4)                     | 144 (5.7)                     | 149 (5.9)                     |                               | 1514 (59.6)                   |
| Mm de precipitació                    | 74 (2.9)                      | 61 (2.4)                      | 77 (3.0)                      | 94 (3.7)                      | 94 (3.7)                      | 101 (4.0)                     | 89 (3.5)                      | 108 (4.3)                     | 131 (5.2)                     | 160 (6.3)                     | 116 (4.6)                     | 89 (3.5)                      |                               | 1191 (46.9)                   |
| Cm de neu (hivern)                    | 80 (31.5)                     | 67 (26.4)                     | 52 (20.5)                     | 26 (10.2)                     | 6 (2.4)                       | 1 (0.4)                       | 0 (0)                         | 0 (0)                         | 0 (0)                         | 3 (1.2)                       | 26 (10.2)                     | 61 (24.0)                     |                               | 322 (126.8)                   |
| Hores de sol                          | 72                            | 91                            | 109                           | 117                           | 158                           | 177                           | 216                           | 196                           | 140                           | 106                           | 72                            | 59                            |                               | 1513                          |
| Dades recollides per Weatherbase      |                               |                               |                               |                               |                               |                               |                               |                               |                               |                               |                               |                               |                               |                               |

## Demografia
Com es pot apreciar a les dades recollides en la taula que es mostra a continuació, l'augment de població al llarg de dotze anys no solament ha estat nul si no que la petita ciutat ha perdut població, ja que va créixer en 54 habitants entre els anys 1996 i 2003, però va disminuir en 67 habitants entre els anys 2003 a 2008, pel que en aquest període de dotze anys la ciutat ha perdut 7 habitants. Aquestes pèrdues de població són produïdes perquè molts dels habitants del territori emigren cap a Nova Caledònia, la Polinèsia Francesa o fins i tot la França Europea a la recerca d'oportunitats laborals, econòmiques i culturals que mai podrien posseir en el cas de quedar-se en el territori. Es calcula que tan sols a Nouméa hi viuen més de 17.000 wallisians.
| Població | 1.137 | 1.191 | 1.124 |

## Personatges il·lustres
- Willy Taofifenua (1963/) - Jugador de rugbi
- Tomasi Kulimoetoke II (1916/2007) - Rei Tradicional d'Uvéa